# Prosciurillus weberi
Prosciurillus weberi — вид гризунів родини Sciuridae. Вона є ендеміком північного та західного Сулавесі, Індонезія. Її природним середовищем існування є субтропічні або тропічні сухі ліси.

## Спосіб життя
Про її спосіб життя нічого не відомо. Через морфологічну схожість з видами Prosciurillus topapuensis та P. alstoni вважається, що P. weberi живе у верхньому пологі дерев і харчується м'якими фруктами та комахами.

## Характеристики
P. weberi досягає довжини голови та тіла 187 мм, а довжини хвоста — 142 мм. Верхня частина тіла темно-коричнева з жовто-коричневими, помаранчевими та чорними мітками. Нижня частина тіла червонувато-помаранчева. P. weberi характеризується помітними чорними пучками на вухах та широкою чорною смугою посередині спини, що тягнеться від потилиці до основи хвоста. Вона відрізняється від близькоспорідненої P. leucomus відсутністю міток на шиї.